# ای مثل ایکاروس
ای مثل ایکاروس (فرانسوی: I... comme Icare‎) فیلمی در ژانر تریلر سیاسی و معمایی به کارگردانی آنری ورنوی است که در سال ۱۹۷۹ منتشر شد.
این فیلم در ایران به نام ترور مشهور است.

## خلاصه فیلم
رئیس‌جمهور ترور شده است. کمیسیون بررسی ترور رئیس‌جمهور پرونده را مختومه اعلام کرده است. اما یکی از اعضای این کمیسیون(وکیل هانری ولنی) حاضر به پذیرش نتیجه تحقیقات این کمیسیون نیست و تصمیم دارد تحقیقات بیشتری در این زمینه انجام دهد. او در این راه تنهاست...